# Ganganahalli, Sidlaghatta
Ganganahalli là một làng thuộc tehsil Sidlaghatta, huyện Kolar, bang Karnataka, Ấn Độ.